# 후지카미요시다정
후지카미요시다정(富士上吉田町)은 야마나시현 미나미쓰루군에 있던 정이다. 정으로 승격되기 전 이름은 후쿠치촌(福地村)이었다. 현재의 후지요시다시에 해당한다.

## 역사
- 1875년 1월 9일 - 쓰루군 2개 촌이 합병해 후쿠치촌이 성립하였다.
- 1878년 7월 1일 - 군구정촌편직법에 의해, 미나미쓰루군에 소속되었다.
- 1889년 7월 1일 - 정촌제 시행에 의해 후쿠치촌이 단독으로 지자체를 형성하였다.
- 1947년 11월 23일 - 정으로 승격 개칭해 후지카미요시다정이 되었다.
- 1951년 3월 20일 - 아스미정, 시모요시다정과 합병해 후지요시다시가 성립하여, 동일 후지카미요시다정은 페지되었다.

## 교통

### 철도
- 후지산로쿠 전기철도
  - 오쓰키선

### 도로
- 후지미치-고슈가도 오쓰키 오오분에서 현재의 후지요시다시 혼정도리 가미슈쿠 교차로까지 국도 제139호를 통해 경로를 통과하는 역할을 하고 있으며, 특히 혼마치도리 가나토리이 교차로에서 가미주쿠 교차로까지의 도로변 일대는 후지강과 불축제의 요충지이기도 하다.

## 참고문헌
- 角川日本地名大辞典 19 山梨県